# Календарь (печатное издание)
Календа́рь — печатное издание в виде таблицы (табель-календарь) или книжки, где содержится перечень чисел, дней недели, месяцев (реже годов). Также указываются праздники и астрономические сведения (лунная фаза, затмения и т. п.)

## История выпуска календарей в России

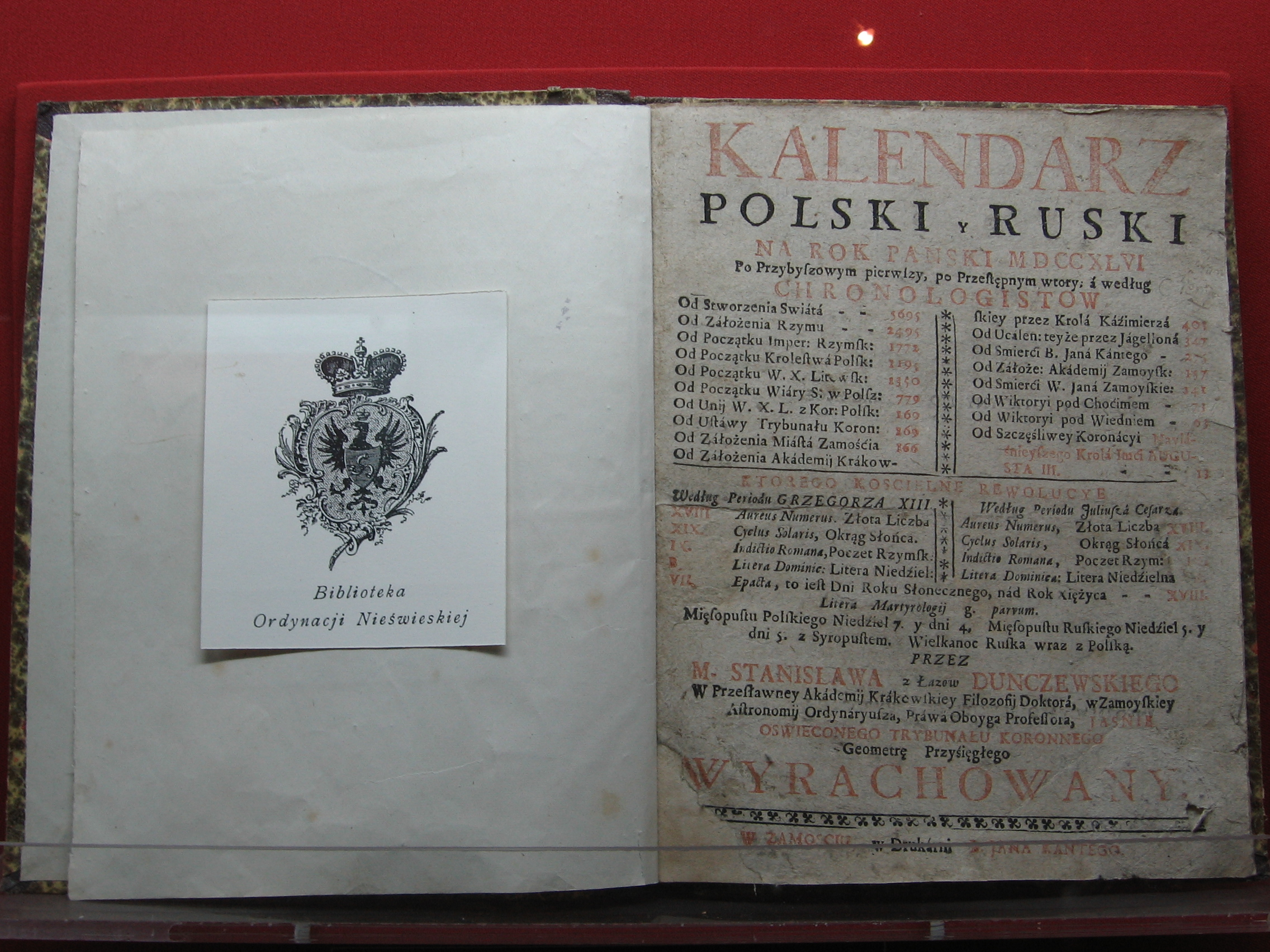
Польско-русский календарь 1746 года.

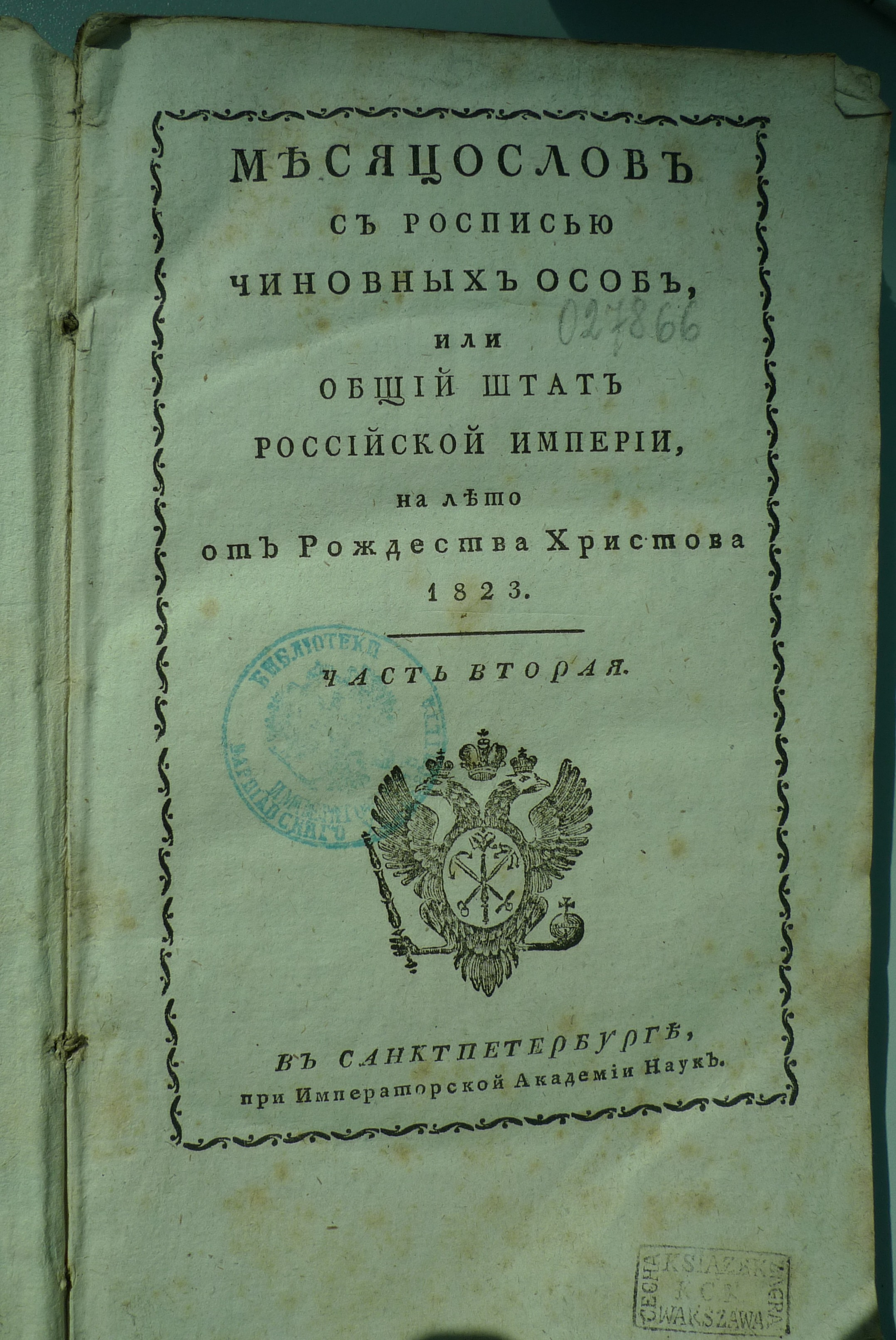
Месяцослов с росписью чиновных особ, или общий штат Российской Империи на лето от рождества Христова 1823. Часть вторая.

Первые печатные календари (по сути астрологические) начал выпускать в России в начале XVIII века сподвижник Петра I Брюс (Брюсов календарь). Указом царя монопольное право на выпуск календарей было дано Российской академии наук. До конца XIX века календари в России подготавливались и выпускались только академией.
Появление календарей в любой стране прочно связано с развитием промышленности, что потребовало постоянных и точных временных расчётов в производственной и в финансовой сферах, причём для всех слоёв населения. Понадобились календари для ежедневного пользования.

## Виды календарей

### Отрывной календарь

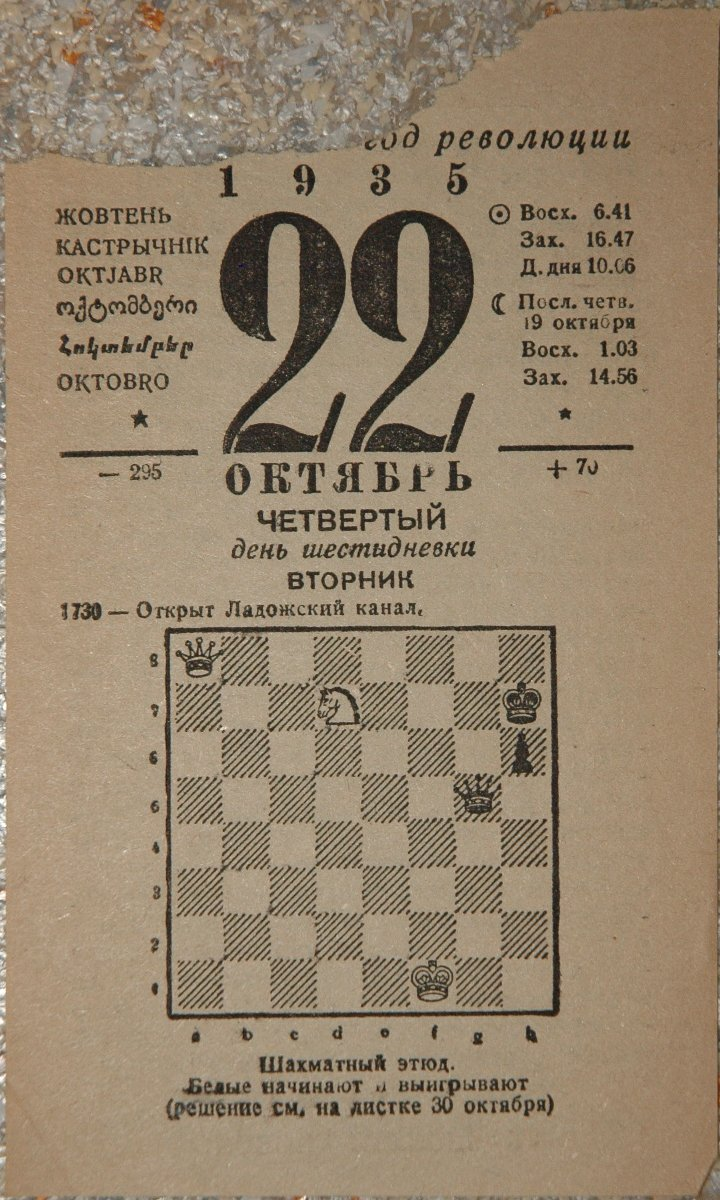
Лист отрывного карманного календаря времён попытки введения шестидневки

Отрывно́й календарь — карманный или настенный календарь-книжка с отрывными листами, где на одном листе располагается информация по данному дню (реже — неделя или месяц). Нередко используется как настенный календарь.
В СССР выпускались следующие виды отрывных календарей: общие (или так называемые — политические) календари, календари для женщин (начали издаваться с 1957 года), календари для школьника (начали издаваться с 1956 года), спортивные календари (начали издаваться с 1960 года).

### Перекидной календарь
Перекидно́й календарь — настольный или настенный календарь-книжка, у которого по прошествии указанного периода (дня, недели или месяца) перекидываются страницы (например на «пружине»). К началу XXI века набрал бо́льшую популярность, чем отрывной. Первый перекидной настенный календарь появился в 1975 году в барселонском магазине Vinçon.

### Табель-календарь
Та́бель-календарь — календарь в виде таблицы, может быть как карманным, так и настенным или настольным.

### Карманный календарь
Карма́нный календарь — малоформатный печатный календарь такого размера, чтобы его можно было положить в карман (то есть не больше почтовой открытки). Выпускается в виде таблицы (один плотный лист) или книжки (отрывной карманный календарь).
Коллекционирование карманных календарей называется филотаймией или календаристикой.
В европейских странах карманные календари известны ещё с начала XIX века.

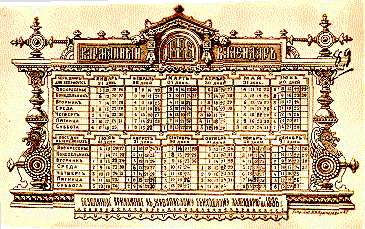
Российский календарь 1886 года

В 1885 году право на выпуск календарей получили земства, и тогда же в России начался повсеместный выпуск дешёвых календарей, в том числе и малоформатных, карманных. Поскольку календари выпускают на следующий год, то годом начала истории отечественного карманного календаря считается 1886 год.
Карманные календари сразу по их появлении были замечены как наиболее дешёвое средство рекламы и как таковые уже использовались в Европе в течение всего XIX века. В случае хорошего оформления и умело поданной информации календарь, в отличие от буклетов, имеет ещё и утилитарное значение, он не выбрасывается сразу же по получении его возможным клиентом, а хранится, как минимум, в течение года, тем самым многократно увеличивая свои рекламные возможности.
Первыми известными российскими карманными календарями являются календарь, выпущенный как приложение к «Живописному обиходному календарю» на 1886 год типо-литографией И. Н. Кушнарева и Ко и календарь компании «П. Ван Дейка Наследники, Техническая контора и Складъ сельскохозяйственных машинъ, орудій и искусственныхъ удобреній въ Риге», отпечатанный типографией М. Шульца в Риге.
Карманные календари дореволюционной России обычно подразделяются на три основные категории: календари торговой рекламы, календари деловые (их отличает строгая информационность и отсутствие рисунков), календари для народного просвещения (выпускались издательством Сытина).
Материал для карманных календарей используется самый разнообразный. Календари печатаются на бумаге и картоне, на жести, шёлке и коже. Во втором десятилетии XX века появляются календари на алюминии — металле, который только начинал в то время входить в быт.
Большими тиражами карманные календари в СССР стали выпускаться с 1986 года. До этого года общее количество выпущенных в СССР карманных календарей оценивается в 20—22 тыс. видов. После 1986 года такое же количество календариков стало выходить каждые пять лет (1987—1991, 1992—1996), а затем и просто за два года (1998—1999).

### Календарь-ежедневник
Календа́рь-ежедне́вник — справочное издание в виде книжки среднего формата в плотной обложке, содержащее, помимо собственно календарных страниц, много другой полезной информации, которая может понадобиться в любое время: календарь на несколько лет вперёд, адресные страницы, телефонные коды городов и стран, таблица государственных праздников своей страны и зарубежных стран, календарная таблица планирования отпусков, таблица зон времени, единицы исчисления, валюты стран мира, карты мира и многое другое. Является незаменимой принадлежностью и составляющей любого планирования рабочего времени и фиксации всей необходимой полезной информации.

## Интересные факты

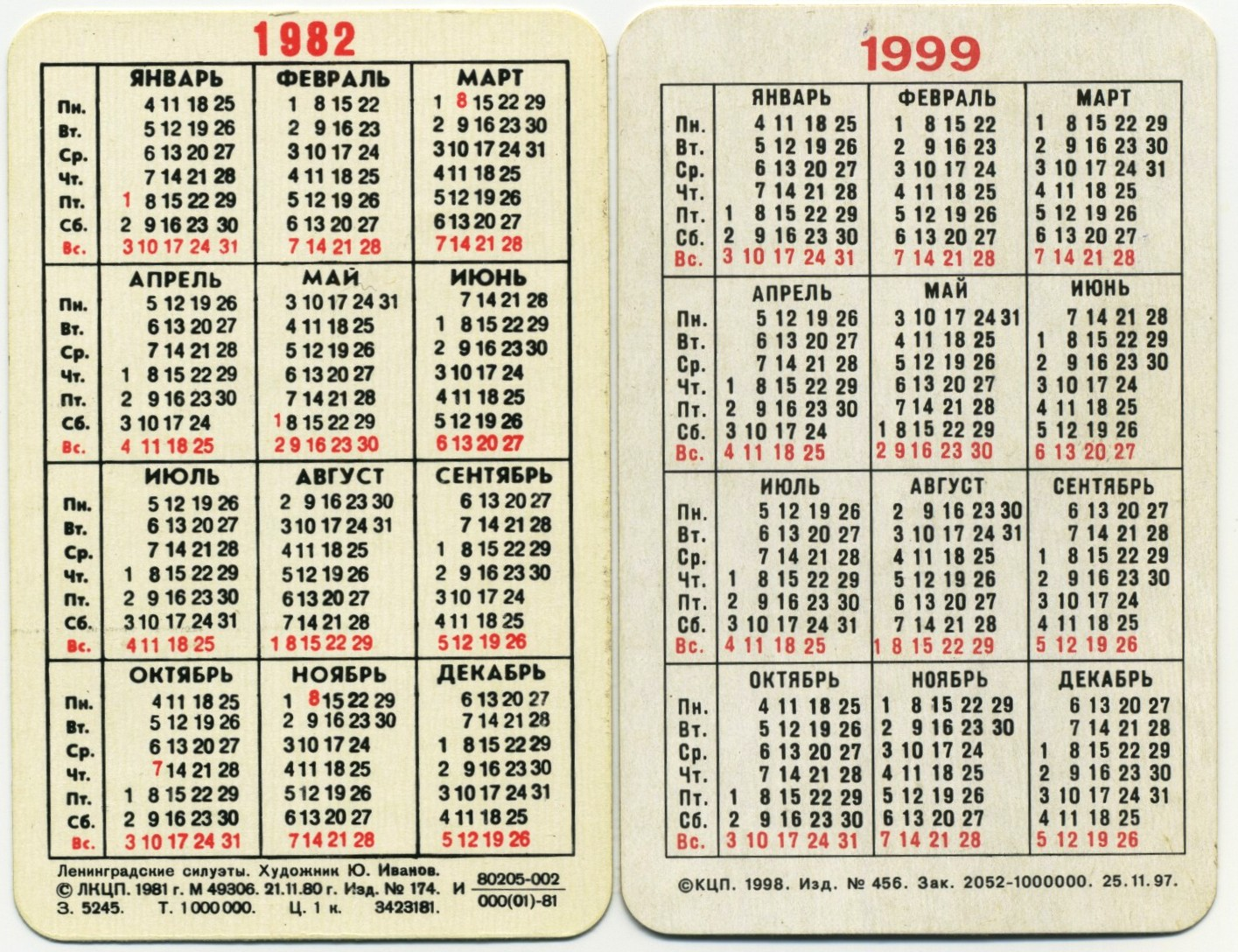
Карманные календари из колод ЛКЦП

- Одним из массовых производителей карманных календариков в СССР был Ленинградский комбинат цветной печати (ЛКЦП, проспект Обуховской Обороны, 110), до 1970-х годов называвшийся 3-й Ленинградской фабрикой офсетной печати Главполиграфпрома.
- Календарики клались даже в колоды игральных карт, выпускавшихся ЛКЦП (по 52 карты) с 1970-х до 2000-х годов — на год или два вперёд. Данные календари обычно были с рисунками и гравюрами Ленинграда различных художников, в одну цветную краску, производства того же комбината и часто без выходных данных, например, цены, поскольку они не продавались отдельно. Так, в колоду карт 1980 года вложены 2 календаря на 1982-й с силуэтами города зелёного цвета работы А. Иванова, в колоду 1993 года — календарь с синей гравюрой Петропавловской крепости на 1995-й, в колоду 1998 года — изображение скульптурной группы коней Клодта на Аничковом мосту оранжевого цвета на 1999-й, и т. п.